# Charczowyk Symferopol
Charczowyk Symferopol (ukr. Футбольний клуб «Харчовик» Сімферополь, Futbolnyj Kłub "Charczowyk" Simferopol) – ukraiński klub piłkarski z siedzibą w Symferopolu.

## Historia
Chronologia nazw:
- 193?—19??: Charczowyk Symferopol (ukr. «Харчовик» Сімферополь)

Drużyna piłkarska Charczowyk Symferopol (ros. Пищевик Симферополь, Piszczewik Simfieropol) została założona w mieście Symferopol w latach 30. XX wieku. Zespół występował w rozgrywkach lokalnych. W 1938 startował w Pucharze ZSRR. Potem kontynuował występy w rozgrywkach Mistrzostw i Pucharu obwodu krymskiego, dopóki nie został rozwiązany.

## Sukcesy
- 1/256 finału Pucharu ZSRR:

1938